# Lucie Havlíčková
Lucie Havlíčková (* 13. März 2005 in Prag) ist eine tschechische Tennisspielerin.

## Karriere
Havlíčková spielt hauptsächlich Turniere auf der ITF Women’s World Tennis Tour, wo sie bislang je einen Titel im Einzel und im Doppel gewinnen konnte.
2020 erhielt sie eine Wildcard für die Qualifikation zum Dameneinzel der Prague Open sowie für das Hauptfeld im Damendoppel.
2021 erhielt sie eine Wildcard für das Hauptfeld im Einzel und Doppel der Livesport Prague Open. Bei den Wimbledon Championships trat sie sowohl im Juniorinneneinzel als auch im Juniorinnendoppel an.
Ende Februar 2022 gewann sie die Banana Bowl. Bei den French Open triumphierte sie im Juniorinneneinzel und Juniorinnendoppel.
In der 2. Tennis-Bundesliga spielte sie 2019 für die MBB-Sportgemeinschaft Manching.

## Turniersiege

### Einzel
| Nr. | Datum         | Turnier | Kategorie | Belag             | Finalgegnerin | Ergebnis       |
| --- | ------------- | ------- | --------- | ----------------- | ------------- | -------------- |
| 1.  | 12. März 2023 | Trnava  | ITF W60   | Hartplatz (Halle) | Océane Dodin  | 3:6, 7:64, 7:5 |

### Doppel
| Nr. | Datum           | Turnier | Kategorie | Belag             | Partnerin        | Finalgegnerinnen           | Ergebnis          |
| --- | --------------- | ------- | --------- | ----------------- | ---------------- | -------------------------- | ----------------- |
| 1.  | 14. Januar 2023 | Tallinn | ITF W40   | Hartplatz (Halle) | Dominika Šalková | Deborah Chiesa Lisa Pigato | 7:5, 4:6, [13:11] |

## Abschneiden bei Grand-Slam-Turnieren

### Juniorinneneinzel
| Turnier         | 2021 | 2022 | Karriere |
| --------------- | ---- | ---- | -------- |
| Australian Open |      | 1    | 1        |
| French Open     | —    | S    | S        |
| Wimbledon       | 1    | —    | 1        |
| US Open         | —    | F    | F        |

Zeichenerklärung: S = Turniersieg; F, HF, VF, AF = Einzug ins Finale / Halbfinale / Viertelfinale / Achtelfinale; 1, 2, 3 = Ausscheiden in der 1. / 2. / 3. Hauptrunde; nicht ausgetragen

### Juniorinnendoppel
| Turnier         | 2021 | 2022 | Karriere |
| --------------- | ---- | ---- | -------- |
| Australian Open |      | AF   | AF       |
| French Open     | —    | S    | S        |
| Wimbledon       | AF   | —    | AF       |
| US Open         | —    | S    | S        |